# Манн-Миллер, Харриет
Харриет Манн-Миллер, урождённая Харриет Манн (англ. Harriet Mann Miller; 25 июня 1831, Оберн — 25 декабря 1918, Лос-Анджелес) — американская детская писательница и орнитолог. Писала под псевдонимом Олив Торн.

## Биография и творчество
Харриет Манн родилась 25 июня 1831 года в Оберне. Её детство прошло в разных городах, поскольку отец девочки много путешествовал. По этой причине систематического образования она не получила, хотя посещала частную школу для девочек. В 1854 году Харриет вышла замуж за Уотса Миллера, предпринимателя из Чикаго. Ей приходилось много заниматься домашним хозяйством и растить четверых детей, однако свободное время она посвящала литературе, которой увлекалась с детских лет. Первый её рассказ был опубликован в 1870 году, после чего последовали сотни статей и рассказов для детей. В основном это были сентиментальные истории о несчастных детях в духе Чарльза Диккенса, подписанные именем Олив Торн. Под своим настоящим именем — Харриет Миллер — писательница издавала живые и яркие рассказы о природе.

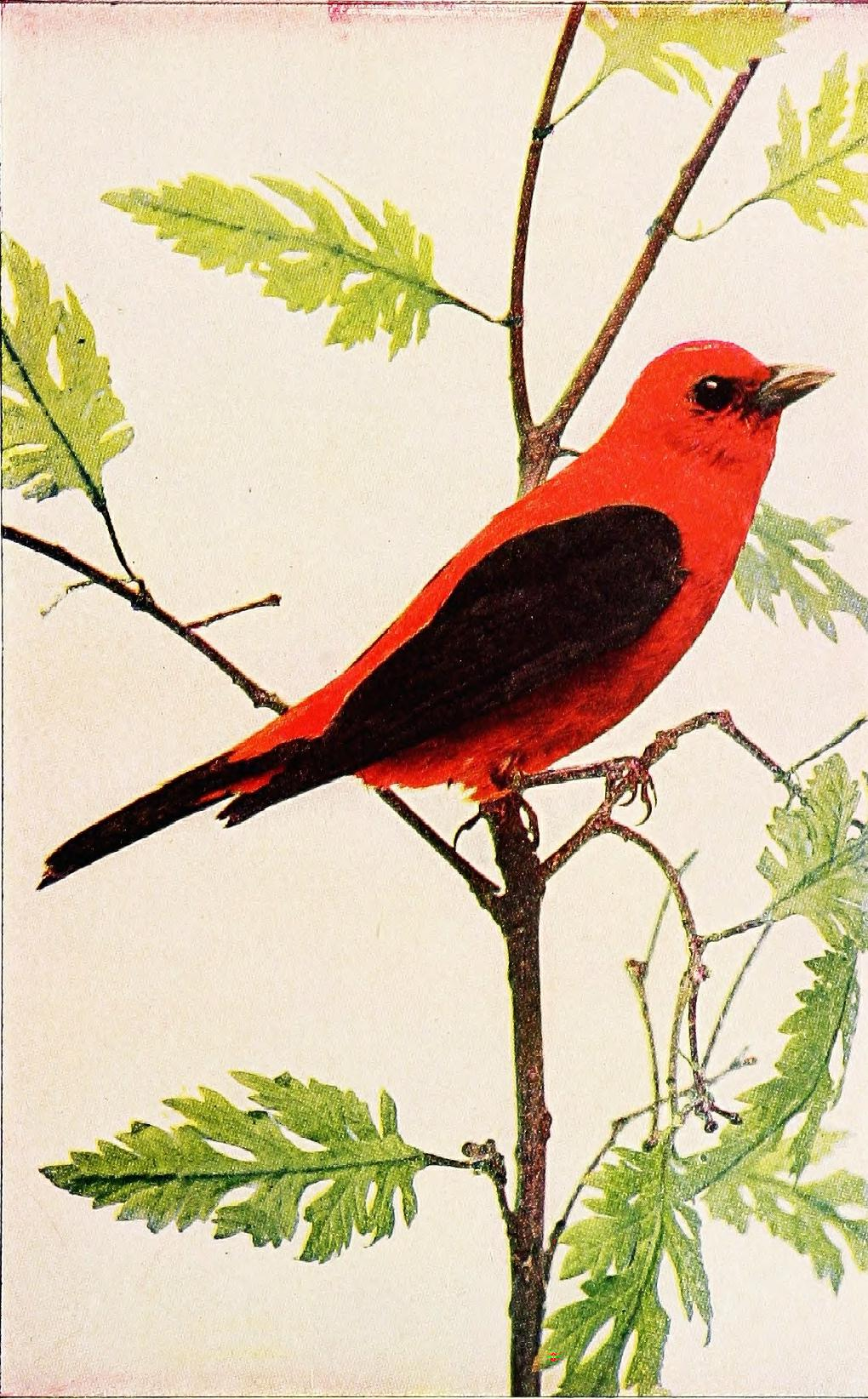
Иллюстрация из «Детской книги птиц» (1801)

В пятидесятилетнем возрасте Харриет Миллер увлеклась орнитологией, в том числе под влиянием Сары Хаббард, возглавлявшей в то время Одюбоновское общество Иллинойса. Миллер начала кампанию против убийства птиц ради перьев для женских шляпок, а также написала одиннадцать книг о птицах, как для взрослых читателей, так и для юношества. Её первая книга на эту тему, «Повадки птиц» (Bird-Ways, 1885), пользовалась большой популярностью. Две книги — «A Bird-Lover in the West» (1894) «With the Birds in Maine» (1904) — были посвящены наблюдениям за птицами в популярных местах отдыха. Единомышленницей Харриет была её младшая коллега и подруга Флоренция Бейли, с которой они вместе путешествовали. Однако Харриет Миллер, в отличие от Бейли, не имела публикаций научного характера, предпочитая писать тексты, доступные для самой широкой публики.
Харриет Манн-Миллер умерла 25 декабря 1918 года в Лос-Анджелесе.